# جوناثان ستيل
جوناثان ستيل (مواليد 25 يونيو 1984) هو سبّاح من غرينادا، مثّل بلاده في الألعاب الأولمبية الصيفية 2004.

## روابط خارجية
جوناثان ستيل على موقع الاتحاد الدولي للسباحة (الإنجليزية)
- جوناثان ستيل على موقع أوليمبيديا (الإنجليزية)